# 2001 en sport automobile
Les faits marquants de l'année 2001 en Sport automobile.

## Par mois

### Janvier
- 21 janvier (Rallye) : Tommi Mäkinen remporte le Rallye automobile Monte-Carlo sur une Mitsubishi Lancer.
- 23 janvier : pour la première fois, une femme, l'allemande Jutta Kleinschmidt, sur Mitsubishi, remporte le 23e rallye Paris-Dakar.

### Mars
- 4 mars, Formule 1 : Grand Prix automobile d'Australie.
- 18 mars, (Formule 1) : Grand Prix de Malaisie.

### Avril
- 1er avril : 
  - L'écossais David Coulthard (McLaren-Mercedes) remporte le Grand Prix du Brésil devant les Allemands Michael Schumacher (Ferrari) (2e) et Nick Heidfeld (Sauber-Petronas) (3e).
  - Dale Jarrett remporte la course Harrah's 500 en NASCAR Winston Cup.
- 15 avril (Formule 1) : Grand Prix de Saint-Marin.
- 29 avril (Formule 1) : Grand Prix automobile d'Espagne.

### Mai
- 13 mai (Formule 1) : Grand Prix d'Autriche.

### Juin
- 10 juin : Grand Prix du Canada.
- 16 juin : départ de la soixante-neuvième édition des 24 Heures du Mans.
- 17 juin (24 heures du Mans) : les 24H sont enlevées par l'écurie Audi avec les pilotes Frank Biela, Tom Kristensen et Emanuele Pirro.
- 24 juin (Formule 1) : Grand Prix d'Europe.

### Juillet
- 1er juillet (Formule 1) : Grand Prix de France.
- 15 juillet (Formule 1) : Grand Prix de Grande-Bretagne.
- 29 juillet (Formule 1) : Grand Prix automobile d'Allemagne.

### Août
- 19 août (Formule 1) : en remportant le GP de Hongrie, Michael Schumacher remporte la 51e victoire de sa carrière, égalant le record du nombre de victoires en Grand Prix, détenu depuis 1987 par Alain Prost.

### Septembre
- 2 septembre (Formule 1) : Grand Prix automobile de Belgique.
- 16 septembre (Formule 1) : Grand Prix d'Italie.
- 30 septembre (Formule 1) : Grand Prix automobile des États-Unis.

### Octobre
- 14 octobre (Formule 1) : Grand Prix automobile du Japon. Jean Alesi arrête sa carrière après 201 Grands Prix courus en Formule 1 depuis 1989.

### Novembre
- 25 novembre (Rallye) : Richard Burns (Grande-Bretagne) remporte le titre de champion du monde des rallyes.

## Naissances
- 6 avril : Oscar Piastri, pilote automobile australien

## Décès
- 18 février : Dale Earnhardt, 49 ans, pilote automobile américain (° 29 avril 1951).
- 28 février : Charles Pozzi, pilote automobile français, (° 27 août 1909).
- 10 mars : Jorge Raùl Recalde, pilote de rallye argentin, (° 9 août 1951).
- 16 mars : Bob Wollek pilote de course automobile français. (° 4 novembre 1943).

- 25 avril : Michele Alboreto (Italie, Formule 1) à 44 ans.

- 26 mai : Vittorio Brambilla (Italie, Formule 1) à 63 ans.

- 25 août : Ken Tyrrell, 77 ans, pilote automobile britannique, fondateur et directeur sportif de l'écurie de Formule 1 Tyrrell. (° 3 mai 1924).
- 2 décembre : Bruce Halford, pilote de course automobile anglais. (° 18 mai 1931).